# Місія НАТО з допомоги Україні
Місія НАТО з допомоги Україні — командування НАТО, створене на пропозицію генсека НАТО Єнса Столтенберга відразу після саміту у Вашингтоні в липні 2024 року. Основне завдання місії — організація військової допомоги Україні. Командувачем призначено генерал-лейтенанта армії США Кертіса Буззарда. Штаб місії розташований на військовій базі американських сил у Вісбадені.

## Структура місії
Щомісяця близько 500 солдатів з України проходять перепідготовку на німецькій території у рамках місії. Понад 700 фахівців задіяно у навчальному процесі. Навчання та подальше постачання техніки повинні гарантувати безпеку країн Альянсу в майбутньому.

## Бюджет
Щороку країни НАТО витрачають на навчання українських військовослужбовців понад 40 мільярдів євро.